# Santos Nieva y Castilla
Santos Nieva y Castilla (Andalgalá, 1779-1860) fue un hacendado, militar y político argentino, que ejerció el cargo de gobernador de la provincia de Catamarca durante la década de 1840.

## Biografía
La familia Nieva y Castilla había tenido una actuación descollante en la historia de la provincia de Catamarca; el teniente de gobernador Esteban de Nieva y Castilla —originario de Charcas— había sido considerado el más destacado gobernante de Catamarca de la época colonial. Pero durante la independencia y las guerras civiles había perdido toda su importancia. No obstante, Santos Nieva y Castilla era un gran terrateniente en el oeste provincial, ocupó algunos cargos públicos y participó en la guerra contra la Coalición del Norte, aliado del coronel Juan Eusebio Balboa, caudillo federal de la provincia y gobernador desde fines de 1841. En junio de 1842 derrotó al caudillo riojano Ángel Vicente Peñaloza en las cercanías de la capital provincial.
Balboa era un caudillo de acción, y la actividad administrativa en la capital le repugnaba, por lo que impuso a través de la Legislatura la elección de Nieva y Castilla para sucederlo; éste asumió en diciembre de 1842.
Su gestión pasó a la historia como un vacío administrativo, principalmente porque la historia posterior sería escrita por sus opositores, Entre sus primeras gestiones estuvo el otorgamiento de la Relaciones Exteriores de la provincia al gobernador porteño Juan Manuel de Rosas. A continuación puso a la provincia en pie de guerra para defenderse de la amenaza que seguía ejerciendo Peñaloza, sosteniendo sus ejércitos con contribuciones forzosas, que debería aplicarse en primer lugar a los unitarios, y posteriormente a los 

“…federales pasivos y vecinos neutrales, respetándose a los federales netos y de compromiso conocido”.

Durante la gestión de Nieva y Castilla, los jesuitas fueron convocados a abrir un colegio en la provincia, instalándose en la capital el 17 de agosto de 1843. También se les entregó en propiedad la estancia de Guasán, en el departamento Andalgalá.
Persiguió a sus enemigos políticos, y pretendió desplazar a sus propios aliados, entre ellos el coronel Balboa. Cuando su mandato se encaminaba a su fin, la Legislatura dio muestras de no aceptar su reelección, por lo que Nieva y Castilla la disolvió y llamó a elecciones para nuevos legisladores. Estos lo reeligieron para un nuevo período en diciembre de 1843. El día 2 de ese mismo mes, un movimiento militar dirigido por los hermanos Benigno y Facundo Seguro lo derrocó, pero Nieva y Castilla se refugió en el oeste de la provincia, de donde volvió el día 9, recuperando el gobierno. El intento se saldó con el fusilamiento de los líderes opositores.
Dos años más tarde, Nieva y Castilla intentó nuevamente perpetuarse en el poder, pero esta vez estalló una rebelión mucho mejor organizada, iniciada por el coronel Mauricio Guzmán, y a cuyo frente se puso el caudillo Eusebio Balboa. El 1 de diciembre de 1845, Balboa ocupó la ciudad, mientras el gobernador se refugiaba en Vilismán, al norte de la provincia, dejando el mando interinamente en manos del cura de la Iglesia Matriz, padre Luis Gabriel Segura. Balboa se apresuró a reunir la Legislatura, que eligió gobernador al comerciante y funcionario Manuel Navarro.
Falto de apoyo, e incapaz de enfrentar el prestigio de Balboa en el oeste provincial unido al de Navarro en la capital, huyó a Santiago del Estero, bajo la protección de Juan Felipe Ibarra. No hay noticias de su regreso, pero se supone que regresó a Andalgalá a mediados de la década del 50.
Santos Nieva y Castilla falleció en su villa natal en 1860.